# Tetanopsis medius
Tetanopsis medius är en kräftdjursart som beskrevs av Perkins 1956. Tetanopsis medius ingår i släktet Tetanopsis och familjen Ectinosomatidae. Inga underarter finns listade i Catalogue of Life.